# Društvo pisaca Bosne i Hercegovine
Društvo pisaca Bosne i Hercegovine kulturna je institucija koja okuplja književnike na području Bosne i Hercegovine. Pravni je nasljednik Udruženja književnika Bosne i Hercegovine koje je osnovano 1946. godine. Jedan od osnivača Društva 1993. godine bio je Zlatko Topčić.
Udruženje je osnovalo i izdavalo književni časopis Život (kojega će kasnije preuzeti izdavačka kuća "Svjetlost"), te organiziralo međunarodnu manifestaciju Sarajevski dani poezije.
Društvo pisaca BiH dodjeljuje svake godine književnu nagradu za najbolje novoobjavljeno književno djelo.
Društvo pisaca trenutno broji 161 člana. Sjedište društva nalazi se u prostorijama Doma pisaca u Kranjčevićevoj ulici u Sarajevu.

## Predsjednici
- Nedžad Ibrišimović - 1993. do 2001.
- Gradimir Gojer
- Amir Brka
- Dževad Karahasan[2]

## Također pogledajte
- Nagrada Društva pisaca Bosne i Hercegovine

## Vanjske poveznice
- BHDani broj 82, 17. kolovoza 1988. - Mrtvo društvo pisaca
- Život - časopis za književnost i kulturu  Arhivirana inačica izvorne stranice od 2. travnja 2015. (Wayback Machine)
- Oslobođenje - Izmijenjen statut društva pisaca BiH